# 賢惠幼妻仙狐小姐
《請讓我撒嬌，仙狐大人！》是創作的日本漫畫作品，於2017年10月6日至2022年11月17日在KADOKAWA旗下網路漫畫平台「Comic Newtype」上連載，單行本由KADOKAWA出版。AT-X等電視台於2019年4月至6月播放全12集電視動畫，由動畫工房製作。
本作在2018年《下一部人氣漫畫大賞》排名網路漫畫類別第17名。

## 故事簡介
每天加班搭著末班車回家、身心俱疲的上班族中野，某日回到家發現作為神明使者的仙狐來到家中，實際上已經800歲卻看似幼女的仙狐，為了能夠消解中野疲勞而發揮了壓倒性的包容力讓他撒嬌，展開了一段充滿療癒感的喜劇故事。

## 登場角色
仙狐（聲：和氣杏未）
外表是幼女，實際年齡為八百歲的金毛狐狸，自稱為神使之狐。下來凡間“拯救”快被工作壓得喘不過氣的中野。除了做家務外，讓中野能夠盡情的撒嬌也是她的日常任務之一，有時候還會給中野“特殊的服務”，例如掏耳朵和刷背。被摸到尾巴時會有很敏感的反應，一旦被摸到耳朵內側則會天降落雷。在狐狸“總本山”有著崇高的地位。自稱與中野的關係是“妻子兼母親”。
曾受過中野的祖先照顧，但還來不及報恩對方就病死了。如今中野身上的負面能量可能造成危害，便自願下凡照顧他。對中野相當執著，如果他和其他女性有可疑互動就會吃醋。會將一些關於中野的事情藏著不說，但說出來之後總能兩人一起好好地面對。
因為在神社常收到信徒供奉的油豆腐皮，久而久之就成了生活中不可或缺的食材。為了避免引起騷動，出門時都得戴著帽子遮住耳朵。很久沒來到人間，對現代電器、科技、建築和設施感到陌生。
中野玄人（聲：諏訪部順一、松本沙羅（少年））
中年上班族。在黑心企業上班而必須天天加班和過勞工作，往往只能乘坐末班車才能回家，有時候甚至直接睡在公司裡，累積起大量負面能量。向仙狐小姐要求“特殊服務”是每天的例行公事之一。家裡囤積了一堆遊戲卻沒時間玩，在與白的遊戲對戰中輸給了白的千里眼。是白的專屬椅子。
雖然從白口中得知仙狐是因為自己的祖先有恩於她，才會對自己百般照顧，但因為相信兩人現在都很幸褔而沒有耿耿於懷。第52話中，仙狐向他坦承，他的身上有著家族遺傳的詛咒，負面能量會化為「黑霧」，一旦過量甚至會危害周遭。中野選擇與仙狐一起坦然面對，並辭去過勞的工作。
白（聲：内田真禮）
純白的狐娘，為神使之狐之一。多次拜訪中野家，與高圓寺安子是好朋友。第一次拜訪時被中野強烈的慾望嚇走了。對於食物有異常的執著；對於砂糖有絕對的信任，認為不管何種食物，加了砂糖都會很好吃（曾經在泡麵裡添加砂糖）。曾因為未經告知夜空而“借用”夜空的海灘而受到“小小的懲罰”。有時會協助高圓寺畫稿，現在也負責帶著鈴實習。
高圓寺安子（聲：佐倉綾音）
住在中野隔壁的大學生，是業餘漫畫家，筆名為「佳世可」（JUSCO）。一開始無法忍受中野與仙狐的嬉鬧聲而踹門抗議，在知道仙狐會定時提供飯菜時，秉持著“會給我飯吃的人都不是壞人”的精神決定不與他們倆計較，知道仙狐和白等的真實身分。
夜空（聲：喜多村英梨）
作為仙狐與白上司般的存在，特徵為擁有四條黑色的大尾巴，也是神使之狐的培訓者之一（培訓仙和玲）。曾與中野祖先因殺生石事件而相遇并因此認識剛「出生」的仙，且引導仙進行神使之狐的修練，實際年齡超過上千歲，是個穿著十分大膽的巨乳狐狸，在人間與仙界的邊緣中擁有一片屬於自己的海灘 。平日熱愛捉弄或欺負他人，似乎對觀察仙與中野感興趣。另外對仙有着特別的「關注」，不放過任何一個仙的成長過程，還為此寫了上百本仙狐觀察日記，被中野在心裡吐槽這已經超過「喜歡」的程度了。
妖狐妹妹（聲：釘宮理恵）
動畫《稻荷少女妖狐妹妹》的主角。外貌和仙狐很像，因此高圓寺以為仙狐是在Cosplay。
狸貓男（聲：千葉繁）
動畫《稻荷少女妖狐妹妹》的反派。
三鷹（聲：福島潤）
中野的同僚。經常在工作上麻煩中野幫忙，使他經常因無法拒絕請求而留在工司加班，曾有一次因請求中野幫忙而令他趕不上未班車回家，幸好當時與白「不期而遇」而不用留宿在公司，被中野在工作意義上看成不幸的存在。同時也是一個推理「高手」，在第六卷中曾推測仙是個從廣島 的農村被寄養到他家中的天真可愛的金髮幼女，但始終不知仙的真實身份。
上司（聲：千葉繁）
中野的上司。
八王子
中野的大學同期生。擁有特殊體質，能建立結界防止妖怪。漫畫第32話登場。溫和帥哥屬性，大學期間一起和中野出去旅過行通宵做過遊戲；似乎在法國留學，相當積極樂觀，漫畫第32話和仙狐見面談心相當融洽，仙狐認為他相當喜愛中野。知道狐仙小姐的真實身分。
鈴
褐色頭髮，有呆毛。漫畫第30話登場。二百歲，深山的野狐狸，實習神使。誤以為仙狐是實習神使。
福田
漫畫第46話登場。中野公司新進的後輩。真實身分是狸貓娘，因為不熟悉人類的做事方法，很多地方都受到中野的照顧，因此相當仰慕甚至喜歡他。中野覺得她就好像是以前剛進公司的自己。
銀
漫画第36話登場。是鈴的師傅、狐之秘湯一帶的守護神，和夜空是老相識，目測活了八百岁以上，曾讓鈴以推薦信的方式向夜空請求進行神使之狐的修練，但記性好像不太好，生活態度也比較隨便。

## 創作
作者在後記中表示，本作的創作源起於他疲勞至瀕臨極限時，因為一心想著要向「古風蘿莉狐娘」撒嬌，卻發現沒有相關作品，於是就起了自己動筆畫一篇的念頭，之後也自嘲這部作品是「個人性癖全開的漫畫」。本作的話數是以「第〇尾」來表示，因此在創作第9話時，責任編輯提到「九尾」對狐狸有特殊意義，作者就畫了洗澡篇以示紀念。

## 出版書籍
| 冊數 | KADOKAWA       | KADOKAWA                                                  | 台灣角川       | 台灣角川                                              |
| 冊數 | 發售日期       | ISBN                                                      | 發售日期       | ISBN / EAN                                            |
| ---- | -------------- | --------------------------------------------------------- | -------------- | ----------------------------------------------------- |
| 1    | 2018年4月10日  | ISBN 978-4-04-106951-6                                    | 2019年4月25日  | ISBN 978-957-564-890-9 EAN 471-3510-13312-5（特裝版） |
| 2    | 2018年8月10日  | ISBN 978-4-04-107271-4                                    | 2019年4月25日  | ISBN 978-957-564-891-6                                |
| 3    | 2018年12月10日 | ISBN 978-4-04-107492-3                                    | 2019年11月25日 | ISBN 978-957-743-377-0 EAN 471-3510-13428-3（特裝版） |
| 4    | 2019年4月10日  | ISBN 978-4-04-108107-5                                    | 2019年11月25日 | ISBN 978-957-743-378-7                                |
| 5    | 2019年10月10日 | ISBN 978-4-04-108109-9 ISBN 978-4-04-108782-4（CD特裝版） | 2020年6月3日   | ISBN 978-957-743-789-1                                |
| 6    | 2020年3月10日  | ISBN 978-4-04-109216-3                                    | 2020年11月26日 | ISBN 978-986-524-082-0                                |
| 7    | 2020年7月10日  | ISBN 978-4-04-109439-6                                    | 2021年3月29日  | ISBN 978-986-524-257-2                                |
| 8    | 2020年12月10日 | ISBN 978-4-04-110810-9                                    | 2021年9月13日  | ISBN 978-986-524-763-8                                |
| 9    | 2021年6月10日  | ISBN 978-4-04-111445-2                                    | 2022年2月17日  | ISBN 978-626-321-196-4                                |
| 10   | 2021年12月10日 | ISBN 978-4-04-111446-9                                    | 2022年7月14日  | ISBN 978-626-321-659-4                                |
| 11   | 2022年6月10日  | ISBN 978-4-04-112544-1                                    | 2023年6月15日  | ISBN 978-626-352-609-9                                |
| 12   | 2023年2月10日  | ISBN 978-4-04-113152-7                                    | 2024年2月22日  | ISBN 978-626-378-458-1                                |

## 電視動畫
於2018年12月正式宣佈推出電視動畫作品。

### 製作人員
- 原作：リムコロ[34]
- 監督： 越田知明
- 系列構成、劇本：中村能子
- 人物設計：大島美和
- 總作畫監督：大島美和、曾我篤史、熊谷勝弘
- 道具設計：永田杏子
- 美術設定：佐南友理
- 美術監督：三宅昌和
- 色彩設計：竹内優太
- 攝影監督：呉健弘
- 編輯：今井大介
- 音響監督：土屋雅紀（日语：土屋雅紀）
- 音樂：藤澤慶昌（日语：藤澤慶昌）
- 音樂製作：KADOKAWA
- 動畫製作：動畫工房
- 製作：賢惠幼妻仙狐小姐製作委員會

### 主題曲
片頭曲
作詞、作曲、編曲：Agasa.K，主唱：和气杏未、内田真礼
第12話用作片尾曲。
片尾曲
作詞、作曲、編曲：篠崎あやと，主唱：和气杏未

### 各話列表
| 話數   | 標題 | 分鏡            | 演出              | 作畫監督 | 總作畫監督                          |
| ------ | ---- | --------------- | ----------------- | --- | ----------------------------------- |
| 第1話  |      | 越田知明        | 由井翠            | 久保茉莉子 小倉寬之 曾我篤史 | 大島美和                            |
| 第2話  |      | 關野關十        | 關野關十          | 平塚知哉 渡邊舞 曾我篤史 上杉遵史 德永沙耶香 中島大智                                                                                         | 曾我篤史 大島美和                   |
| 第3話  |      | 上坪亮樹        | 上坪亮樹          | 上野卓志 西山圭祐 中島大智 飯山奈保子 千葉啟太郎                                                                                              | 大島美和 熊谷勝弘 曾我篤史          |
| 第4話  |      | 金成旻 藤原佳幸 | 山口美浩          | 金璐浩 上野沙彌佳 宮野健 永田文宏 池添優子 乘富梓                                                                                             | 菊永千里 菊池政芳 海保仁美          |
| 第5話  |      | 由井翠 越田知明 | 由井翠            | 久保茉莉子 小倉寬之 山本恭平 | 曾我篤史                            |
| 第6話  |      | 越田知明        | 佐佐木純人        | 渡邊舞 平塚知哉 中島大智 | 大島美和                            |
| 第7話  |      | 原口浩          | 原口浩            | 上野卓志 西島圭祐 千葉啟太郎 中島大智 平塚智哉 曾我篤史 渡邊舞                                                                                | 熊谷勝弘                            |
| 第8話  |      | 小松達彦        | 山口美浩          | 菅原美智代 上野沙彌佳 池添優子 乘富梓 | 菊永千里 菊池政芳 海保仁美          |
| 第9話  |      | 關野關十        | 關野關十          | 久保茉莉子 小倉寛之 山本恭平 上野卓志 藤田晋也                                                                                                | 曾我篤史                            |
| 第10話 |      | 佐佐木純人      | 佐佐木純人        | 平塚智哉 中島大智 渡邊舞 上田由希子 小松沙奈                                                                                                  | 熊谷勝弘                            |
| 第11話 |      | 原口浩          | 原口浩 越田知明   | 上野卓志 西島圭祐 千葉啟太郎 渡邊舞 中島大智 平塚智哉 曾我篤史 熊谷勝弘 久保茉莉子 宮野健 菅原美智代 畠山元 上野沙彌佳 乘富梓 池添優子 壽門堂 | 曾我篤史 菊永千里 菊池政芳 海保仁美 |
| 第12話 |      | 越田知明        | 上坪亮樹 越田知明 | 久保茉莉子 小倉寬之 中島大智 山本恭平 上野卓志 西島圭祐 曾我篤史 熊谷勝弘 菅原美智代 上野沙彌佳 宮野健 畠山元 池添優子 壽門堂                 | 大島美和 菊永千里 菊池政芳 海保仁美 |

### 播放電視台
| 播放日期        | 播放時間                         | 播放電視台 | 播放地區 | 備註                             |
| --------------- | -------------------------------- | ---------- | -------- | -------------------------------- |
| 2019年4月10日-  | 星期三 22:30 - 23:00             | AT-X       | 日本全域 | 製作参加 / CS放送 / 有重播       |
|                 | 星期三 23:30 - 星期四 0:00       | TOKYO MX   | 東京都   |                                  |
| 2019年4月11日 - | 星期四 1:35 - 2:05（星期三深夜） | KBS京都    | 京都府   |                                  |
|                 | 星期四 2:00 - 2:30（星期三深夜） | SUN電視台  | 兵庫縣   |                                  |
|                 | 星期四 2:05 - 2:35（星期三深夜） | 愛知電視台 | 愛知縣   |                                  |
| 2019年4月12日 - | 星期五 0:30 - 1:00（星期四深夜） | BS11       | 日本全域 | 製作参加 / BS放送 / 『ANIME+』枠 |

| 配信期間 | 配信時間          | 配信サイト            | 備考        |
| --- | ----------------- | --------------------- | ----------- |
| 2019年4月10日 - | 星期三 23:00 更新 | dアニメストア         | 製作参加    |
| |                   | 星期三 23：00 - 23:30 | AbemaTV     |
| |                   | 2019年4月17日 -       | 星期三 更新 |
| Netflix Amazonプライム・ビデオ ビデオパス J:COMオンデマンド ひかりTV Hulu バンダイチャンネル U-NEXT アニメ放題 FOD GYAO! あにてれ niconico Rakuten TV ビデオマーケット DMM動画 HAPPY!動画 ムービーフル |                   |                       |             |

### 藍光&DVD
| 卷數 | 發售日期      | 收錄話數      | 規格編號   | 規格編號   | 封面狐狸 |
| 卷數 | 發售日期      | 收錄話數      | 藍光版     | DVD版      | 封面狐狸 |
| ---- | ------------- | ------------- | ---------- | ---------- | -------- |
| 1    | 2019年7月24日 | 第1話－第4話  | ZMXZ-13281 | ZMBZ-13291 | 仙狐     |
| 2    | 2019年8月23日 | 第5話－第8話  | ZMXZ-13282 | ZMBZ-13292 | 白       |
| 3    | 2019年9月25日 | 第9話－第12話 | ZMXZ-13283 | ZMBZ-13293 | 夜空     |

## 外部連結
- 漫畫官網（日語）
- 電視動畫《賢惠幼妻仙狐小姐》官網 （页面存档备份，存于）（日語）
- 電視動畫《賢惠幼妻仙狐小姐》官方的X（前Twitter）